# Penyal de la Zorra
El Penyal de la Zorra és un poblat de l'edat del bronze situat al nord de Villena (Alt Vinalopó, País Valencià), al sud de la serra del Morrón. Va haver d'estar poblat des de l'Eneolític final fins a la meitat del 2000 a. C., si s'ha de jutjar pels materials recuperats al mateix poblat i les coves circumdants.

## El poblat
Situat al vessant del Morrón, presenta fortes muralles i habitatges escalonats, en general, de construcció massissa. En recerques superficials o xicotetes proves s'han trobat molins de mà i falçs de sílex, percussors de pedres dures, espàtules i punxons d'os, esmoladors i braçals d'arquer, un mall de metal·lúrgia i abundant ceràmica, de la qual destaquen fragments amb decoració incisa reticulada d'estil campaniforme. Aquesta última fa suposar que el poblament començaria durant l'Eneolític final.

## Les coves
En una covarxa, al peu dels cingles occidentals, es va descobrir un enterrament individual, l'aixovar del qual consistia en fragments d'un bol ennegrit i espatulat, una punta de fletxa de sílex amb aletes incipients, granadures en forma d'oliva, un gran dentalium i una xicoteta arracada de plata de 15 mil·límetres de diàmetre i 0,823 grams de pes.
Una altra covarxa d'enterrament al vessant oriental, amb dues inhumacions, va subministrar un extraordinari aixovar funerari compost per un punyal triangular de llengüeta, dues puntes de fletxa lanceolades de llarga espiga de metall, un collaret format exclusivament amb vèrtebres de peix, alguns fragments ceràmics llisos, ennegrits o rogencs, i una arracada de plata de 15 mil·límetres de diàmetre i 0,468 grams. Aquest enterrament ha de ser posterior al de la primera covarxa, ja que les puntes de fletxa oposades són ja de metall. No hi ha dubte que les dues covarxes d'enterrament estan relacionades amb el poblat, encara que els tres jaciments presenten diferències.